# Trypofobi

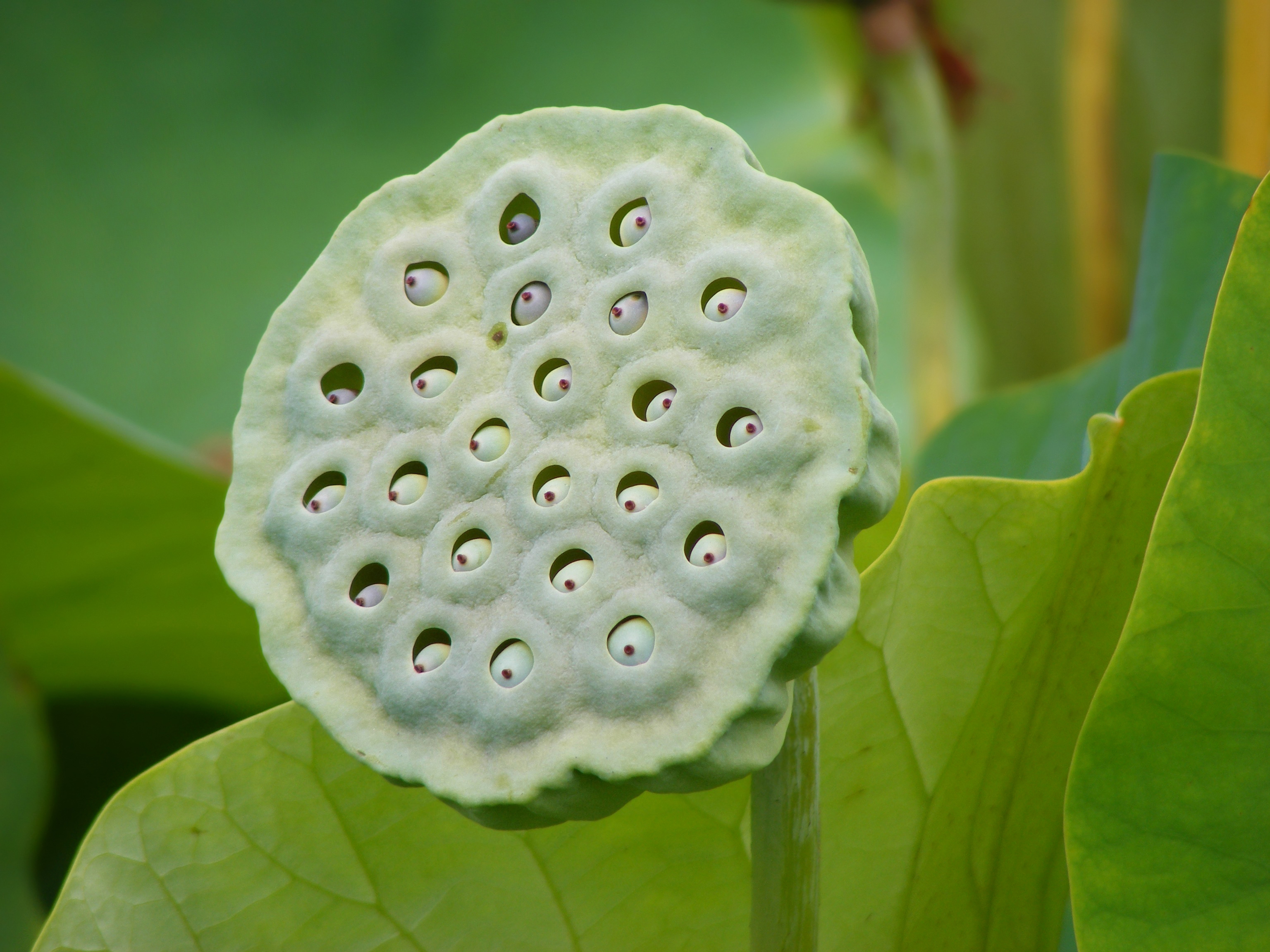
Hål i lotusblommans fröställning. Den kan utlösa den nyligen beskrivna fobin.

Trypofobi, eller hålfobi, är det instinktiva obehaget för hål, särskilt ytor med oregelbundna mönster av hål, när den gått flera steg längre och kan karaktäriseras som sjuklig rädsla, det vill säga fobi.
Begreppet myntades 2005 från de grekiska orden τρύπα (trýpa) "hål" och φόβος (phóbos) "skräck" och är än så länge omtvistat. Tusentals människor sägs lida av åkomman samtidigt som den ännu inte finns beskriven i Diagnostic and Statistical Manual of Mental Disorders (DSM), psykiatriska diagnosmanualen som ges ut av American Psychiatric Association (APA).
Arnold Wilkins och Geoff Cole från University of Essex centrum för hjärnforskning var de första att publicera en vetenskaplig text om fenomenet. De tror att reaktionen grundar sig i en medfödd avsmak, snarare än en inlärd rädsla. I en artikel i Psychological Science 2013 skriver Wilkins och Cole att reaktionen har sin grund i en respons i hjärnan som associerar hålen med fara, såsom hål skapade av insekter, eller skadad vävnad som den hos ett djur som angripits av spyflugan Cordylobia anthropophaga. De fann också att många giftiga djur, till exempel blåringade bläckfiskar, har mönster av hål eller fläckar som kan orsaka reaktionen.